# Thomas Stanley (attore)
Thomas Stanley (Montclair, 9 agosto 1996) è un attore statunitense.

## Biografia
Ha un fratello, Christopher A., anch'egli attore. Ha debuttato come attore a 10 anni, nel 2006, nel film televisivo Backward Glances. Nello stesso anno, ha preso parte anche in Love's Abiding Joy e nella serie televisiva E.R. - Medici in prima linea apparendo come guest star. Nel 2008, ha lavorato come doppiatore in Madagascar 2 e nel 2010 in Angel Beats!. Ha una cintura nera a Karate.

## Filmografia
- Backward Glances (2006) - Film TV
- Love's Abiding Joy (2006)
- E.R. - Medici in prima linea (1 episodio, 2006)
- Madagascar 2 (2008) - voce
- Angel Beats! (1 episodio, 2010) - voce